# 盧卡·里佐
盧卡·里佐（義大利語：Luca Rizzo；1992年2月24日—）是一位意大利足球運動員。在場上的位置是中場。他現在效力於意大利足球甲級聯賽球隊桑普多利亞足球俱樂部。